# Royoporus
Royoporus is een monotypisch geslacht van schimmels behorend tot de familie Polyporaceae. Het bevat alleen Royoporus spatulatus.